# Trompe-l'œil

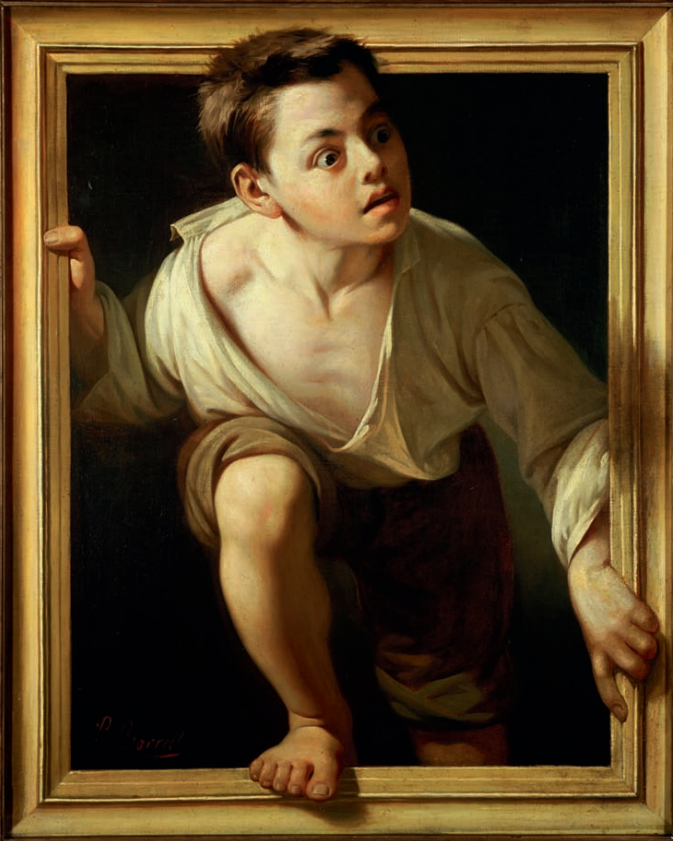
Pere Borrell de Caso
Escapando de la crítica,
Madrid (1874)

Trompe-l'œil (din francezul tromper = "a înșela", "a induce în eroare" și l'œil = "ochiul"; citit tromp löi) este o tehnică artistică utilizată în pictură în scopul creării iluziei de tridimensionalitate.

## Istoric
Această tehnică a fost utilizată de greci și romani în cadrul picturii murale. Un exemplu edificator îl constituie ansamblul de la Pompei. Erau reprezentate ferestre, uși, holuri pentru a se crea iluzia unui spațiu mai mare.
Tehnica trompe l'œil s-a dezvoltat puternic în perioada Renașterii, odată cu descoperirea legilor perspectivei și cu progresul științei și al opticii.

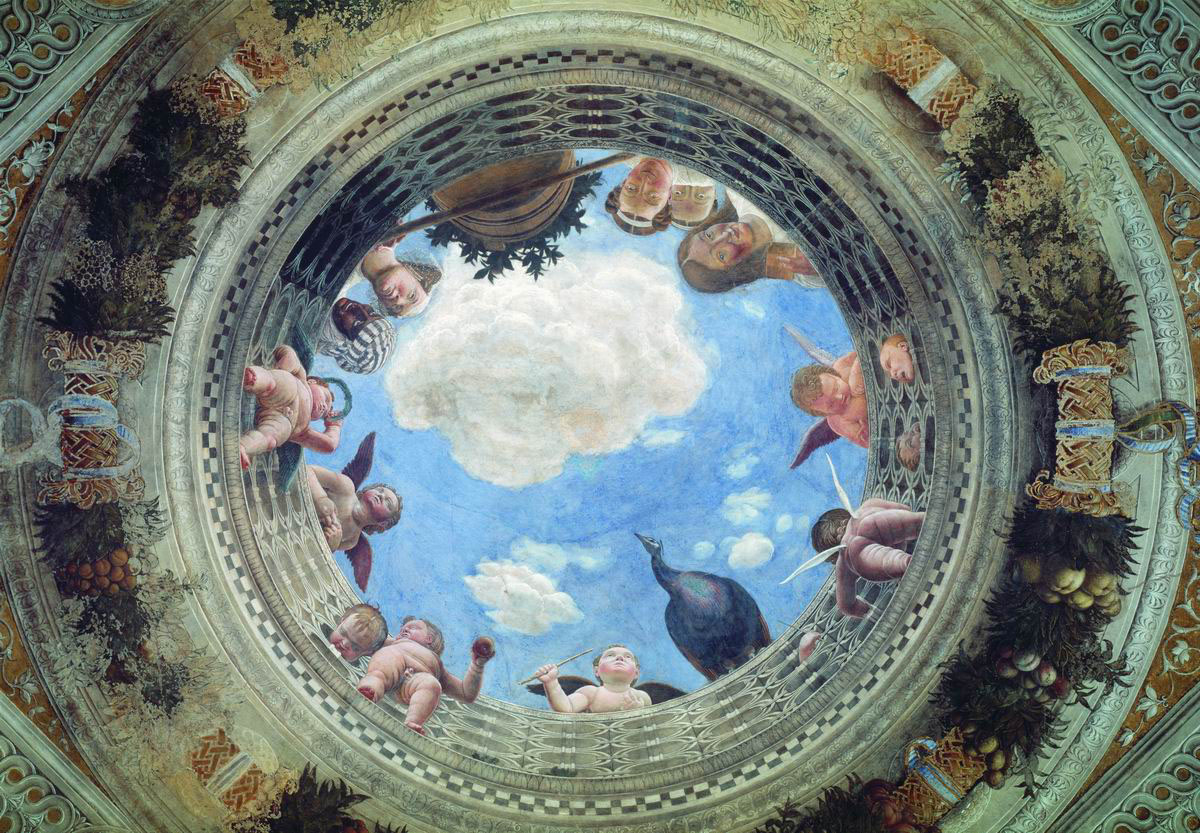
Andrea Mantegna,
detaliu al plafonului clădirii
Camera degli Sposi

Astfel, pictorul italian Andrea Mantegna a realizat (1465 - 1474) decorarea interioară a edificiului Camera degli Sposi din cadrul Palatului Ducal din Mantua, rămânând celebru acel plafon pictat ce dă impresia unei deschideri a clădirii către cer.